# گانترزویل (آلاباما)
گانترزویل (به انگلیسی: Guntersville) شهری در شهرستان مارشال ایالت آلاباما است که مساحت آن ۱۰۹٫۸۸ کیلومتر مربع است و در سرشماری سال ۲۰۱۰ میلادی، ۸٬۱۹۷ نفر جمعیت داشته و تراکم جمعیتی آن، ۷۴٫۶ نفر در هر کیلومتر مربع بوده است.